# マイルグランプリ
マイルグランプリは、特別区競馬組合が大井競馬場で施行する地方競馬（南関東公営競馬）の重賞（SII）競走である。正式名称は「東京スポーツ盃 マイルグランプリ」。

## 概要
1995年に創設。設立当時は南関東のダートマイル最強馬決定戦と位置づけられ、1997年には南関東G1に格付けされた。かしわ記念の統一GI（当時）格上げに伴い2005年からは南関東G2に格下げし、かしわ記念のトライアル競走として定着した。2011年度からはこれまでの春季施行から秋季施行に変更された。このため2011年は3月と11月の2回行われることになっていたが、3月分の第17回は東日本大震災の影響により中止となった。
2020年からはサンタアニタトロフィーと開催時期を入れ替え、夏季に施行されることになったが、2023年から秋季の開催に戻る。
春季開催時は本競走の上位2着までにかしわ記念の優先出走権が与えられていた。秋季に移行後は優勝馬に浦和記念の優先出走権が付与されていたが、2017年は浦和記念の前週施行となり、優先出走権の付与はなくなった。2020年から2022年は夏季に施行され、優勝馬に日本テレビ盃の優先出走権が付与されていたが、2023年に秋季施行に戻り優勝馬にゴールドカップの優先出走権が付与されるようになっている。

### 条件・賞金（2024年）
出走資格
サラブレッド系3歳以上、南関東所属。
- マイルグランプリトライアルの2着以上の馬とテレ玉杯オーバルスプリントで優勝した地方競馬所属馬に優先出走権がある。

負担重量
別定、56kg、3歳馬2kg減、牝馬2kg減（南半球産3歳3kg減）を基本に、一昨年11月14日から本年10月11日までのGI・Jpn1優勝馬は3kg、GII・JpnII・SI優勝馬は2kg、GIII・JpnIII・SII優勝馬は1kgの負担増となる（但し、2歳・3歳限定競走の成績は対象外。）。（クラス分けに関しては日本の競馬の競走体系を参照）。
賞金額
1着2,500万円、2着875万円、3着500万円、4着250万円、5着125万円、着外手当18万円
副賞
特別区競馬組合管理者賞
優先出走権付与
優勝馬にゴールドカップの優先出走権が付与される。

## 歴史
- 1995年 - 創設。
- 1996年 - 石崎隆之が騎手として史上初の連覇。
- 1997年
  - 南関東G1に格付けされる。
  - コンサートボーイが史上初の連覇。
  - 栗田繁が調教師として史上初の連覇。
- 2001年
  - 馬齢表記の変更に伴い、出走条件を旧5歳以上から4歳以上に変更。
  - 張田京が騎手として史上2人目の連覇。
- 2002年 - スタンド改修工事に伴いダート1590メートルで施行（翌年まで）。
- 2005年 - 格付けを南関東G2に格下げ、かしわ記念のトライアル競走となる。
- 2006年 - アジュディミツオーが1:37.2のコースレコードで優勝。
- 2007年
  - 格付け表記がSIIに変更。
  - 負担重量が「定量」から「別定」に変更。
- 2011年
  - 2011年度から施行月を3月から11月に変更するため、2011年は2回行われる予定だったが、 東日本大震災の影響により3月分が中止となった。11月分からは出走条件が3歳以上に変更。
  - 11月分でアラン・ムンロが外国人騎手として初優勝。
- 2020年 - この年から開催時期をサンタアニタトロフィーと入れ替え、夏季に施行。
- 2023年 - この年から秋季の開催に戻る。
- 2024年 - 開催月が10月の開催に前倒しにする形で戻る。

### 歴代優勝馬
| 回数   | 施行日         | 優勝馬                       | 性齢                         | 所属                         | タイム                       | 優勝騎手                     | 管理調教師                   | 馬主                         |
| ------ | -------------- | ---------------------------- | ---------------------------- | ---------------------------- | ---------------------------- | ---------------------------- | ---------------------------- | ---------------------------- |
| 第1回  | 1995年5月24日  | アマゾンオペラ               | 牡4                          | 船橋                         | 1:37.8                       | 石崎隆之                     | 出川己代造                   | 柳澤瀀                       |
| 第2回  | 1996年4月11日  | コンサートボーイ             | 牡4                          | 大井                         | 1:39.0                       | 石崎隆之                     | 栗田繁                       | 森杉茂                       |
| 第3回  | 1997年4月9日   | コンサートボーイ             | 牡5                          | 大井                         | 1:39.2                       | 内田博幸                     | 栗田繁                       | 森杉茂                       |
| 第4回  | 1998年4月16日  | アブクマポーロ               | 牡6                          | 船橋                         | 1:38.3                       | 石崎隆之                     | 出川克己                     | 鑓水秋則                     |
| 第5回  | 1999年4月15日  | ゴールドヘッド               | 牡4                          | 大井                         | 1:38.9                       | 的場文男                     | 蛯名末五郎                   | 中田和宏                     |
| 第6回  | 2000年4月13日  | インテリパワー               | 牡5                          | 川崎                         | 1:41.0                       | 張田京                       | 秋山重美                     | 佐橋五十雄                   |
| 第7回  | 2001年4月17日  | アローセプテンバー           | 牡6                          | 船橋                         | 1:37.6                       | 張田京                       | 岡林光浩                     | 柳谷泰蔵                     |
| 第8回  | 2002年4月10日  | フレアリングマズル           | 牡4                          | 大井                         | 1:38.8                       | 的場文男                     | 高橋三郎                     | 山口明彦                     |
| 第9回  | 2003年4月24日  | ベルモントアクター           | 牡7                          | 船橋                         | 1:38.7                       | 石崎隆之                     | 出川克己                     | （有）ベルモントファーム     |
| 第10回 | 2004年4月8日   | ブラウンシャトレー           | 牡7                          | 船橋                         | 1:39.7                       | 張田京                       | 岡林光浩                     | 小島史代                     |
| 第11回 | 2005年4月6日   | ナイキアディライト           | 牡5                          | 船橋                         | 1:37.8                       | 石崎駿                       | 出川龍一                     | 小野スミ                     |
| 第12回 | 2006年4月12日  | アジュディミツオー           | 牡5                          | 船橋                         | R1:37.2                      | 内田博幸                     | 川島正行                     | 織戸眞男                     |
| 第13回 | 2007年4月18日  | フジノウェーブ               | 牡5                          | 大井                         | 1:39.3                       | 御神本訓史                   | 高橋三郎                     | 大志総合企画（株）           |
| 第14回 | 2008年4月9日   | デスモゾーム                 | 牡4                          | 大井                         | 1:39.6                       | 真島大輔                     | 朝倉実                       | 和田博美                     |
| 第15回 | 2009年3月26日  | ロイヤルボス                 | 牡5                          | 大井                         | 1:39.6                       | 張田京                       | 三坂盛雄                     | （有）スタッグ・ワールド     |
| 第16回 | 2010年3月17日  | クレイアートビュン           | 牡6                          | 浦和                         | 1:41.0                       | 的場文男                     | 小久保智                     | 福永實                       |
| 第17回 | 2011年3月30日  | 東日本大震災の影響のため中止 | 東日本大震災の影響のため中止 | 東日本大震災の影響のため中止 | 東日本大震災の影響のため中止 | 東日本大震災の影響のため中止 | 東日本大震災の影響のため中止 | 東日本大震災の影響のため中止 |
| 第18回 | 2011年11月2日  | ボク                         | 牡6                          | 大井                         | 1:38.9                       | A.ムンロ                     | 月岡健二                     | 鬼塚義臣                     |
| 第19回 | 2012年10月24日 | ピエールタイガー             | 牡4                          | 大井                         | 1:40.5                       | 真島大輔                     | 荒山勝徳                     | 工藤栄三                     |
| 第20回 | 2013年11月6日  | トーセンアドミラル           | 牡6                          | 船橋                         | 1:39.6                       | 川島正太郎                   | 川島正行                     | 島川隆哉                     |
| 第21回 | 2014年10月22日 | セイントメモリー             | 牡7                          | 大井                         | 1:39.6                       | 本橋孝太                     | 月岡健二                     | 内海正章                     |
| 第22回 | 2015年11月4日  | ソルテ                       | 牡5                          | 大井                         | 1:39.4                       | 吉原寛人                     | 寺田新太郎                   | （株）フロンティア・キリー   |
| 第23回 | 2016年10月26日 | セイスコーピオン             | 牡6                          | 川崎                         | 1:39.7                       | 森泰斗                       | 八木正喜                     | 金田成基                     |
| 第24回 | 2017年11月15日 | セイスコーピオン             | 牡7                          | 川崎                         | 1:40.7                       | 赤岡修次                     | 八木正喜                     | 金田成基                     |
| 第25回 | 2018年10月31日 | クリスタルシルバー           | 牡3                          | 大井                         | 1:40.3                       | 岡部誠                       | 村上頼章                     | 岡田勇                       |
| 第26回 | 2019年10月16日 | ワークアンドラブ             | 牡4                          | 大井                         | 1:39.7                       | 笹川翼                       | 荒山勝徳                     | 小林祥晃                     |
| 第27回 | 2020年7月29日  | ミューチャリー               | 牡4                          | 船橋                         | 1:39.9                       | 御神本訓史                   | 矢野義幸                     | 石瀬丈太郎                   |
| 第28回 | 2021年8月5日   | ティーズダンク               | 牡4                          | 浦和                         | 1:39.1                       | 矢野貴之                     | 水野貴史                     | 立山伸二                     |
| 第29回 | 2022年7月27日  | ゴールドホイヤー             | 牡5                          | 川崎                         | 1:38.2                       | 山崎誠士                     | 岩本洋                       | 岡田初江                     |
| 第30回 | 2023年11月15日 | スマイルウィ                 | 牡6                          | 船橋                         | 1:41.9                       | 矢野貴之                     | 張田京                       | 組）SRT                      |
| 第31回 | 2024年10月16日 | スマイルウィ                 | 牡7                          | 船橋                         | 1:40.9                       | 矢野貴之                     | 張田京                       | 組）SRT                      |

- 優勝馬の馬齢は2000年以前も現表記を用いている。
- Rはコースレコードを示す。
- 出典：南関東4競馬場公式「マイルグランプリ競走優勝馬」